# Marijan Varešanin
Marijan svobodný pán Varešanin von Vareš (německy Marian Freiherr Varešanin von Vareš) (1. února 1847 Gunja – 22. dubna 1917 Vídeň) byl rakousko-uherský generál chorvatského původu. Po absolvování vojenské akademie sloužil v c. k. armádě od roku 1866, jako štábní důstojník vystřídal působení u řady jednotek po celé monarchii, několik let mimo jiné pobýval v Praze spolu s korunním princem Rudolfem. V roce 1908 dosáhl hodnosti generála pěchoty a v roce 1909 byl krátce velitelem 15. armádního sboru v Sarajevu. V letech 1909–1911 zastával funkci zemského správce v okupované Bosně a Hercegovině, kde na něj byl v roce 1910 spáchán neúspěšný atentát. Za zásluhy byl v roce 1910 povýšen na barona a o rok později odešel na vlastní žádost do výslužby.

## Životopis

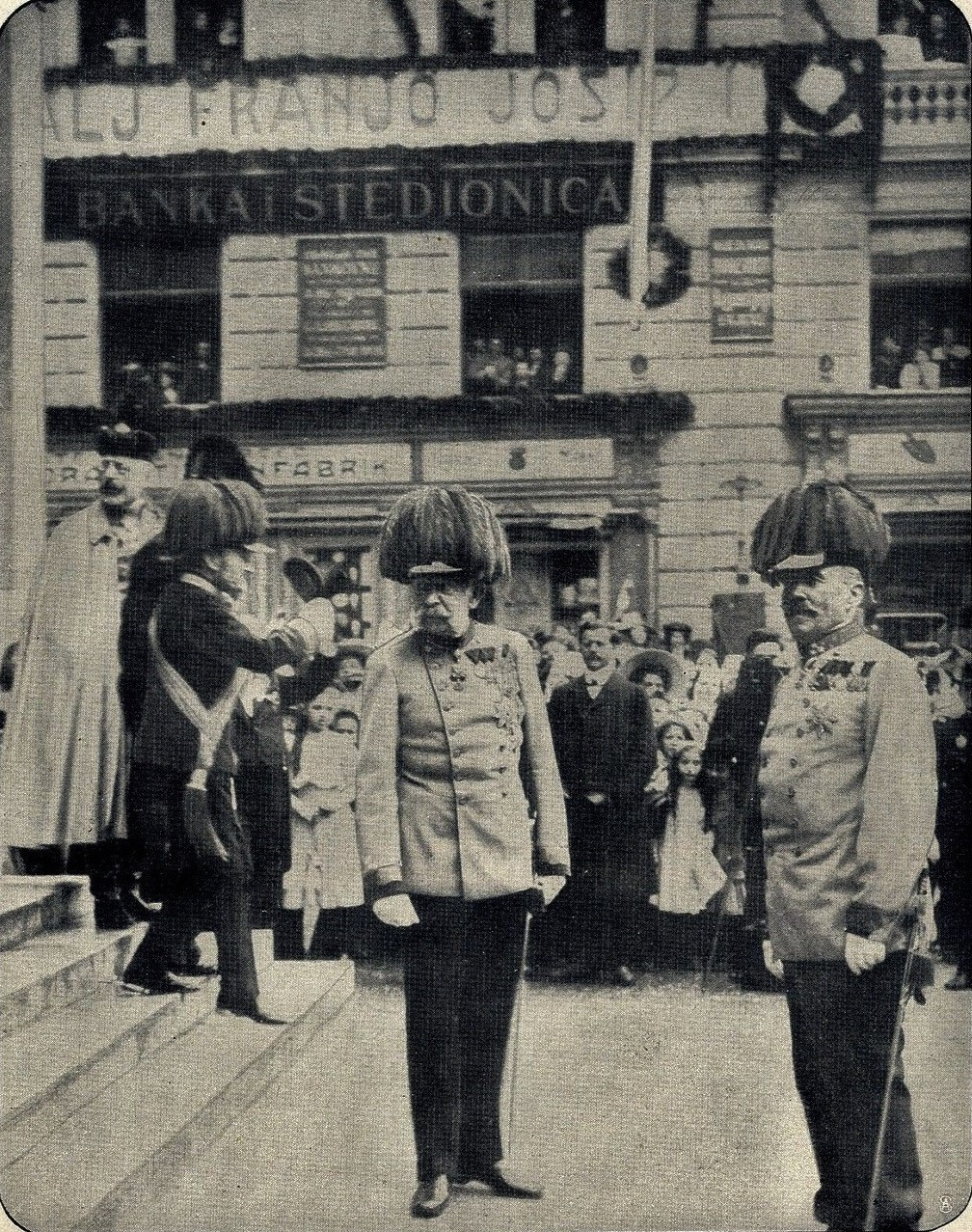
Císař František Josef I. s generálem Varešaninem v Sarajevu (1910)

Pocházel z Chorvatska a byl synem důstojníka Raimuna Varešanina. První vojenskou průpravu získal na kadetní škole v Rijece a v letech 1863–1866 studoval na Tereziánské vojenské akademii ve Vídeňském Novém Městě. Do armády vstoupil jako poručík k 78. pěšímu pluku v Aradu a ještě v roce 1866 se zúčastnil bojů ve východních Čechách během prusko-rakouské války. V letech 1869–1871 si doplnil vzdělání na Válečné škole (K.u.k. Kriegsschule) ve Vídni a v hodnosti nadporučíka (1872) byl zařazen do sboru důstojníků generálního štábu. Jako štábní důstojník sloužil u 2. pěší divize ve Vídni a v roce 1876 byl povýšen na kapitána. Mezitím byl v roce 1875 přidělen jako doprovod císaři Františku Josefovi během jeho cesty na Balkán. Později působil u různých jednotek ve Lvově a Záhřebu. Jako štábní důstojník oblastního velitelství v Zadaru měl v roce 1878 zodpovědnost za mobilizaci při okupaci Bosny a Hercegoviny.
V roce 1881 byl povýšen na majora a stal se šéfem štábu 9. pěší divize v Praze, kde v té době sloužil také korunní princ Rudolf a Varešanin dostal na starost doplnění následníkova vzdělání v oblasti vojenské historie a geografie. V Praze zůstal až do roku 1887 u pěšího pluku č. 75 a mezitím byl povýšen na podplukovníka (1885). V letech 1887–1893 byl náčelníkem štábu oblastního velitelství v Zadaru a v roce 1888 byl povýšen na plukovníka.
V roce 1894 dosáhl hodnosti generálmajora a v letech 1894–1896 byl velitelem 48. pěší brigády v Přemyšlu. Na přelomu let 1896–1897 byl krátce velitelem 3. pěší brigády v Řešově. V roce 1897 byl povýšen na polního podmaršála a převzal velení 18. pěší divize v Mostaru. V roce 1900 byl přeložen jako zástupce velitele 12. armádního sboru do Sibiu, ve stejné funkci přešel v roce 1903 k 15. armádnímu sboru do Sarajeva a od roku 1905 byl zároveň oblastním velitelem v Zadaru.
V roce 1905 byl povýšen do hodnosti polního zbrojmistra a po reorganizaci hodnostní hierarchie obdržel v roce 1908 navíc hodnost generála pěchoty. V březnu 1909 byl jmenován velitelem 15. armádního sboru v Sarajevu a zároveň se stal guvernérem v okupované Bosně a Hercegovině. V červenci 1909 byl navíc jmenován jedním z generálních inspektorů armády a díky tomu se vzdal velení sarajevského armádního sboru, nadále ale zůstal guvernérem v Bosně. Při příležitosti slavnostního zahájení zasedání bosenského zemského sněmu 2. června 1910 byl vystaven pokusu o atentát, který na něj spáchal srbský student Bogdan Žerajić. Ten pětkrát vystřelil a minul, šestým výstřelem spáchal sebevraždu. Žerajićův čin vyvolal značný ohlas u srbské radikální mládeže a o několik let později se jím inspirovali strůjci úspěšného atentátu na rakousko-uherského následníka trůnu Františka Ferdinanda taktéž v Sarajevu. Varešanin po atentátu zvažoval rezignaci na funkci, odvolán byl na vlastní žádost k datu 10. května 1911 a o dva měsíce později byl penzionován v armádě. Zbytek života strávil v ústraní ve Vídni.
Jeho manželkou byla Irena Georgievicsová (*1854), dcera generálmajora Georga Georgievicse. Měli spolu dceru Jelenu.

## Tituly a ocenění
Po otcově nobilitaci v roce 1880 užival šlechtický titul s predikátem Edler Varešanin von Vareš. V roce 1905 obdržel titul c. k. tajného rady s nárokem na oslovení Excelence a od roku 1906 byl čestným majitelem 22. pěšího pluku dislokovaného v Mostaru. Jako oběť nezdařeného pokusu o atentát byl v roce 1910 povýšen do stavu svobodých pánů. Během vojenské služby získal několik vyznamenání v Rakousku-Uhersku i v zahraničí.

### Rakousko-Uhersko
- Vojenský záslužný kříž (1878)
- Válečná medaile (1879)
- Jubilejní pamětní medaile (1898)
- rytířský kříž Leopoldova řádu (1902)
- Řád železné koruny I. třídy (1908)
- Vojenský jubilejní kříž (1908)
- velkokříž Leopoldova řádu (1911)

### Zahraničí
- Řád červené orlice III. třídy (1883, Německo)
- důstojník Řádu Takova (1879, Srbsko)
- Řád knížete Danila I. IV. třídy (1875, Černá Hora)